# Savoia-Marchetti S.67
Die Savoia-Marchetti S.67 (auch SIAI S.67) war ein Eindeckerflugboot, das 1929 vom italienischen Hersteller SIAI entwickelt wurde. Die Regia Aeronautica hatte ein katapultfähiges Flugboot ausgeschrieben, das als Jagdflugzeug und Aufklärer von Kriegsschiffen eingesetzt werden sollte.

## Geschichte
Die S.67 ist ein Eindeckerflugboot, das von der neuen Condottieri-Kreuzerklasse der Regia Marina mit Hilfe eines Katapults starten sollte. Die Maschine musste kompakt und die Tragflächen beiklappbar sein. Sechs Mann sollten die Maschine innerhalb von fünf Minuten aus dem verstauten Zustand in eine flugfertige Lage bringen können. Die Maschine hatte ein offenes Cockpit und als Bewaffnung zwei Vickers-7,7-mm-Maschinengewehre. Als Motor wurde der bewährte Fiat A 20 Motor mit 520 PS mit einer Zweiblattluftschraube vorgesehen. Der erste Testflug der SM S.67 mit Testpilot Alessandro Passaleva fand am 28. Januar 1930 in der Nähe von Sesto Calende statt und verlief erfolgreich, sodass die Maschine im März 1930 zur weiteren Erprobung an das Centro Sperimentale übergeben werden konnte. Deren Testpilot Alberto del Prete stürzte im April des gleichen Jahres jedoch mit dem Flugzeug ab. Die Regia Marina gab trotzdem drei weitere Flugzeuge in Auftrag, die bis 23. Januar 1932 ausgeliefert wurden. Nach einer anderen Quelle wurden jedoch nur zwei weitere Maschinen gebaut. Eines der drei nachproduzierten Flugboote, die MM 144, stürzte während eines Belastungstests am 19. Oktober 1932 ab. Nach der Einstellung des Projekts wurden die beiden übrigen S.67 in der 162° Squadriglia der 88° Gruppo der Aeronautica Militare eingegliedert und dort bis April 1935 eingesetzt.

## Konstruktion
Die S.67 war eine reine Holzkonstruktion, die an den besonders belasteten Stellen mit Metall verstärkt wurde. Nach dem Absturz erachtete man die verwendete Zweiblattluftschraube als Schwachstelle und wechselte sie gegen eine stärkere Dreiblattmetallluftschraube aus, jedoch ohne verbessernde Wirkung. Wie von der Regia Marina gewünscht, konnten die Tragflächen der Maschine mit Schrauben demontiert und in 30 Sekunden wieder anmontiert werden. Diese Konstruktion erwies sich bei den Tests als Schwachstelle und war wahrscheinlich die Ursache des Absturzes.

## Technische Daten
| Kenngröße             | Daten |
| --------------------- | --- |
| Besatzung             | 1 |
| Länge                 | 8,97 m |
| Spannweite            | 13,10 m |
| Höhe                  | 2,90 m |
| Flügelfläche          | 27,2 m² |
| Flügelstreckung       | 6,3 |
| Leermasse             | 1209 kg |
| Startmasse            | 1639 kg |
| Antrieb               | ein Fiat A-20-12 Zylinder-V-Motor mit 520 PS (ca. 380 kW) und Zweiblattpropeller aus Holz (später Dreiblatt-Metallpropeller) |
| Steigfähigkeit        | 5,1 m/s |
| Höchstgeschwindigkeit | 258 km/h |
| Reichweite            | ca. 500 km |
| Bewaffnung            | zwei 7,7-mm Vickers-Maschinengewehr (.303)                                                                                   |